# اچ‌ام‌اس اریج (ال۶۸)
اچ‌ام‌اس اریج (ال۶۸) (به انگلیسی: HMS Eridge (L68)) یک کشتی بود که طول آن ۸۵٫۳ متر (۲۷۹ فوت ۱۰ اینچ) بود. این کشتی در سال ۱۹۴۰ ساخته شد.